# Reichstagswahlkreis Oberbayern 5

Die Wahlkreisaufteilung des Deutschen Reichs.

Der Reichstagswahlkreis Oberbayern 5 (Wahlkreis 241; Wahlkreis Wasserburg) war der Reichstagswahlkreis für die Reichstagswahlen im Deutschen Reich und im Norddeutschen Bund von 1867 bis 1918.

## Wahlkreiszuschnitt
Der Wahlkreis umfasste die Bezirksämter Wasserburg, Mühldorf und Erding ohne die Gemeinden Finsing, Niederneuching und Oberneuching. Der Wahlkreis war eine Parteihochburg des Zentrums. Er wurde meist im ersten Wahlgang mit deutlichen Mehrheiten entschieden.
| Jahr | Einwohner |
| ---- | --------- |
| 1890 | 108.946   |
| 1895 | 110.593   |
| 1900 | 112.697   |
| 1905 | 118.286   |
| 1910 | 120.764   |

|      | Landwirtschaft | Industrie und Gewerbe | Handel und Dienstleistungen |
| ---- | -------------- | --------------------- | --------------------------- |
| 1895 | 74,4           | 16,4                  | 9,2                         |
| 1907 | 72,6           | 17,2                  | 10,3                        |

|      | Evangelisch | Katholisch |
| ---- | ----------- | ---------- |
| 1890 | 0,3         | 99,7       |
| 1905 | 0,6         | 99,3       |
| 1910 | 0,6         | 99,4       |

## Abgeordnete
| Wahl                             | Abgeordneter                    | Partei                                              | Bild |
| -------------------------------- | ------------------------------- | --------------------------------------------------- | ---- |
| Zollparlamentswahl 1868 bis 1871 | Andreas Freytag                 | Bayerische Patriotenpartei, Deutsche Zentrumspartei | 0    |
| Reichstagswahl 1871 bis 1874     | Matthaeus Lugscheider           | Deutsche Zentrumspartei                             | 0    |
| Reichstagswahl 1874 bis 1884     | Maximilian von Soden-Fraunhofen | Deutsche Zentrumspartei                             | 0    |
| Reichstagswahl 1884 bis 1890     | Josef Aichbichler               | Deutsche Zentrumspartei                             |      |
| Reichstagswahl 1890 bis 1893     | Konrad Fischer                  | Deutsche Zentrumspartei                             | 0    |
| Reichstagswahl 1893 bis 1898     | Christian Harl                  | Deutsche Zentrumspartei                             | 0    |
| Reichstagswahl 1893 bis 1903     | Josef Lanzinger                 | Bayerischer Bauernbund                              | 0    |
| Reichstagswahl 1903 bis 1907     | Sebastian Bauer                 | Deutsche Zentrumspartei                             | 0    |
| Reichstagswahl 1907 bis 1918     | Martin Irl                      | Deutsche Zentrumspartei                             |      |

## Wahlen

### Zollparlament
Es fand nur ein Wahlgang statt. Die Zahl der gültigen Stimmen betrug 13.452.
| Kandidat        | Partei | Stimmen | in % | Anmerkungen |
| --------------- | ------ | ------- | ---- | ----------- |
| Andreas Freytag | BPP    | 9924    | 0    | 0           |

### Reichstagswahl 1871
Es fand ein Wahlgang statt. 21.137 Männer waren wahlberechtigt. Die Zahl der abgegebenen Stimmen betrug 12.380. Die Wahlbeteiligung betrug 58,6 %.
| Kandidat              | Partei   | Stimmen | in % | Anmerkungen |
| --------------------- | -------- | ------- | ---- | ----------- |
| Matthaeus Lugscheider | Zentrum  | 8456    | 0    | 0           |
| von Auer              | NLP      | 3917    | 0    | Advokat     |
| 0                     | Sonstige | 7       | 0    | 0           |

### Reichstagswahl 1874
Es fand ein Wahlgang statt. 24.421 Männer waren wahlberechtigt. Die Zahl der abgegebenen Stimmen betrug 18.143, 18 Stimmen waren ungültig. Die Wahlbeteiligung betrug 74,4 %.
| Kandidat                        | Partei   | Stimmen | in % | Anmerkungen |
| ------------------------------- | -------- | ------- | ---- | ----------- |
| Maximilian von Soden-Fraunhofen | Zentrum  | 16.508  | 0    | 0           |
| Freiherr von Stauffenberg       | NLP      | 1632    | 0    | Advokat     |
| 0                               | Sonstige | 3       | 0    | 0           |

### Reichstagswahl 1877
Es fand ein Wahlgang statt. 24.518 Männer waren wahlberechtigt. Die Zahl der abgegebenen Stimmen betrug 15.934, 21 Stimmen waren ungültig. Die Wahlbeteiligung betrug 65,1 %.
| Kandidat                        | Partei   | Stimmen | in % | Anmerkungen |
| ------------------------------- | -------- | ------- | ---- | ----------- |
| Maximilian von Soden-Fraunhofen | Zentrum  | 14.225  | 0    | 0           |
| Freiherr von Stauffenberg       | NLP      | 1536    | 0    | Advokat     |
| 0                               | Sonstige | 173     | 0    | 0           |

### Reichstagswahl 1878
Es fand ein Wahlgang statt. 24.945 Männer waren wahlberechtigt. Die Zahl der abgegebenen Stimmen betrug 14.477, 5 Stimmen waren ungültig. Die Wahlbeteiligung betrug 58,1 %.
| Kandidat                        | Partei   | Stimmen | in % | Anmerkungen |
| ------------------------------- | -------- | ------- | ---- | ----------- |
| Maximilian von Soden-Fraunhofen | Zentrum  | 13.411  | 0    | 0           |
| Freiherr von Stauffenberg       | NLP      | 1043    | 0    | Advokat     |
| 0                               | Sonstige | 23      | 0    | 0           |

### Reichstagswahl 1881
Es fand ein Wahlgang statt. 23.538 Männer waren wahlberechtigt. Die Zahl der abgegebenen Stimmen betrug 8299, 12 Stimmen waren ungültig. Die Wahlbeteiligung betrug 35,3 %.
| Kandidat                        | Partei   | Stimmen | in % | Anmerkungen |
| ------------------------------- | -------- | ------- | ---- | ----------- |
| Maximilian von Soden-Fraunhofen | Zentrum  | 8231    | 0    | 0           |
| 0                               | Sonstige | 68      | 0    | 0           |

### Reichstagswahl 1890
Für die Reichstagswahl 1890 sind keine Wahlkreisabkommen bekannt. Es fand ein Wahlgang statt. Die Zahl der Wahlberechtigten betrug 23.209, die Zahl der Wähler 11.993. Die Wahlbeteiligung betrug 51,7 %. 23 Stimmen waren ungültig.
| Kandidat          | Partei   | Stimmen | in %   | Anmerkungen           |
| ----------------- | -------- | ------- | ------ | --------------------- |
| Fischer           | NLP      | 66      | 0,5 %  | Posthalter aus Erding |
| Georg von Vollmar | SPD      | 55      | 0,5 %  | 0                     |
| Konrad Fischer    | Zentrum  | 10.861  | 90,7 % | 0                     |
| Adolf von Auer    | Zentrum  | 881     | 7,4 %  | 0                     |
| 0                 | Sonstige | 0,6 %   | 0      |                       |

### Reichstagswahl 1893
Für die Reichstagswahl 1893 sind keine Wahlkreisabkommen bekannt. Es fand ein Wahlgang statt. Die Zahl der Wahlberechtigten betrug 23.753, die Zahl der Wähler 13.977. Die Wahlbeteiligung betrug 58,8 %. 41 Stimmen waren ungültig.
| Kandidat            | Partei     | Stimmen | in %   | Anmerkungen                      |
| ------------------- | ---------- | ------- | ------ | -------------------------------- |
| von Pöschinger      | BB         | 1219    | 8,8 %  | Gutsbesitzer in Guttenburg       |
| Johann Baptist Sigl | Pt         | 71      | 0,5 %  | 0                                |
| Georg Birk          | SPD        | 1366    | 9,8 %  | 0                                |
| Georg von Vollmar   | SPD        | 46      | 0,3 %  | 0                                |
| Adolf Kröber        | DVP        | 112     | 0,8 %  | 0                                |
| Christian Harl      | Zentrum    | 10.566  | 75,8 % | 0                                |
| Sangelmaier         | Unabhängig | 550     | 3,9 %  | Kunstmühlenbesitzer in Moosinnig |
| 0                   | Sonstige   | 0,6 %   | 0      |                                  |

### Reichstagswahl 1898
Für die Reichstagswahl 1898 sind keine Wahlkreisabkommen bekannt. Es fanden zwei Wahlgänge statt. Die Zahl der Wahlberechtigten betrug 23.961, die Zahl der Wähler im ersten Wahlgang 14.990. Die Wahlbeteiligung betrug 62,6 %. 35 Stimmen waren ungültig.
| Kandidat          | Partei     | Stimmen | in %   | Anmerkungen         |
| ----------------- | ---------- | ------- | ------ | ------------------- |
| Josef Lanzinger   | BB         | 7369    | 49,3 % | 0                   |
| Georg Birk        | SPD        | 238     | 1,6 %  | 0                   |
| Georg von Vollmar | SPD        | 32      | 0,2 %  | 0                   |
| Kaspar Huber      | Zentrum    | 7075    | 47,3 % | Ökonom in Pastetten |
| Christian Harl    | Zentrum    | 155     | 1,0 %  | 0                   |
| Johann Schwarz    | Unabhängig | 32      | 0,2 %  | 0                   |
| 0                 | Sonstige   | 0,4 %   | 0      |                     |

Die Zahl der Wähler in der Stichwahl betrug 13.166. Die Wahlbeteiligung betrug 54,9 %. 25 Stimmen waren ungültig.
| Kandidat        | Partei  | Stimmen | in %   | Anmerkungen |
| --------------- | ------- | ------- | ------ | ----------- |
| Josef Lanzinger | BB      | 6992    | 53,2 % | 0           |
| Kaspar Huber    | Zentrum | 0       | 46,8 % | 0           |

### Reichstagswahl 1903
Für die Reichstagswahl 1903 sind keine Wahlkreisabkommen bekannt. Es fand ein Wahlgang statt. Die Zahl der Wahlberechtigten betrug 24.922 die Zahl der Wähler 17.256. Die Wahlbeteiligung betrug 69,2 %. 56 Stimmen waren ungültig.
| Kandidat        | Partei   | Stimmen | in %   | Anmerkungen |
| --------------- | -------- | ------- | ------ | ----------- |
| Josef Lanzinger | BB       | 4653    | 27,1 % | 0           |
| 0               | CS       | 72      | 0,4 %  | 0           |
| Schubert        | NLP      | 313     | 1,8 %  | 0           |
| Georg Birk      | SPD      | 504     | 2,9 %  | 0           |
| Sebastian Bauer | Zentrum  | 11.617  | 67,6 % | 0           |
| 0               | Sonstige | 0,2 %   | 0      |             |

### Reichstagswahl 1907
Für die Reichstagswahl 1907 einigten sich die liberalen Parteien NLP, FVP und DVP auf einen gemeinsamen Kandidaten der NLP. Es fand ein Wahlgang statt. Die Zahl der Wahlberechtigten betrug 25.057, die Zahl der Wähler 18.031. Die Wahlbeteiligung betrug 72,0 %. 47 Stimmen waren ungültig.
| Kandidat        | Partei   | Stimmen | in %   | Anmerkungen             |
| --------------- | -------- | ------- | ------ | ----------------------- |
| Josef Lanzinger | BB       | 1784    | 9,9 %  | 0                       |
| Palmano         | NLP      | 983     | 5,5 %  | Apotheker in Wasserburg |
| Martin Irl      | Zentrum  | 14.220  | 79,1 % | 0                       |
| 0               | Sonstige | 0,1 %   | 0      |                         |

### Reichstagswahl 1912
Für die Reichstagswahl 1912 einigten sich NLP und Fortschrittliche Volkspartei auf den Hauptlehrer Wasserburger als gemeinsamen Kandidaten. Es fand ein Wahlgang statt. Die Zahl der Wahlberechtigten betrug 25.800, die Zahl der Wähler 18.669. Die Wahlbeteiligung betrug 72,4 %. 76 Stimmen waren ungültig.
| Kandidat            | Partei   | Stimmen | in %   | Anmerkungen                   |
| ------------------- | -------- | ------- | ------ | ----------------------------- |
| Anton Kaiser        | BB       | 2412    | 13,0 % | Bauer in Deimling             |
| Lorenz Wasserburger | NLP      | 821     | 4,4 %  | Hauptlehrer in Erding         |
| Jakob Birnkammer    | SPD      | 1366    | 7,6 %  | Kassenangestellter in München |
| Martin Irl          | Zentrum  | 13.884  | 74,7 % | 0                             |
| 0                   | Sonstige | 0,3 %   | 0      |                               |